# جساته
جساته (به ایتالیایی: Gessate) یک کومونه در ایتالیا است که در استان میلان واقع شده‌است. جساته ۷٫۸ کیلومتر مربع مساحت و ۸٬۸۷۲ نفر جمعیت دارد و ۱۴۴ متر بالاتر از سطح دریا واقع شده‌است.